# Bandeparagraffen
Bandeparagraffen er betegnelsen for den strafskærpende bestemmelse i straffelovens § 81 a, der fastsætter at straffen kan forhøjes indtil det dobbelte for en række forbrydelser, hvis de har baggrund i eller er egnet til at fremkalde en konflikt mellem grupper af personer, hvor der som led i konflikten enten anvendes våben, eksplosivstoffer eller begås brandstiftelse. Bestemmelsen blev indført den 15. juni 2009. Baggrunden var, at der siden sommeren 2008 havde været adskillige skudepisoder på åben gade i Storkøbenhavn i forbindelse med opgør i bandemiljøet, hvor 20 personer blev såret og 3 personer dræbt. Begrundelsen for strafskærpelsen er altså, at konflikterne i bandemiljøet har udviklet sig til at udgøre en trussel mod det almindelige samfund.

## Straffelovens § 81 a
Den straf, der er foreskrevet i denne lovs §§ 119, 123, 192 a og 244, § 244, jf. § 247, § 245, § 245, jf. § 247, § 246, jf. § 245, § 246, jf. § 245, jf. § 247, § 252, stk. 1, § 260, stk. 1, § 261, stk. 1 og 2, § 266, § 285, stk. 1, jf. § 281, § 286, stk. 1, jf. § 281, og § 288, kan forhøjes indtil det dobbelte, hvis lovovertrædelsen har baggrund i eller er egnet til at fremkalde en konflikt mellem grupper af personer, hvor der som led i konflikten enten anvendes skydevåben eller anvendes våben eller eksplosivstoffer, som på grund af deres særdeles farlige karakter er egnet til at forvolde betydelig skade, eller begås brandstiftelse omfattet af denne lovs § 180.
Stk. 2. Ved fastsættelse af straffen for overtrædelse af denne lovs § 180, § 183, stk. 2, og § 237 skal det i almindelighed indgå som en særdeles skærpende omstændighed, hvis lovovertrædelsen har baggrund i eller er egnet til at fremkalde en konflikt som nævnt i stk. 1.

## Anvendelse

### Livstid for drab
Højesteret fastslog den 24. juni 2021, at strafudgangspunktet for bandedrab er livsvarigt fængsel. Højesteret lagde til grund, at det i forarbejderne til bestemmelsen er forudsat, at der i sager, hvor domstolene under normale omstændigheder vil udmåle en straf på over 10 års fængsel, skal fastsættes en straf af fængsel på livstid.  Normalt er udgangspunktet for drab 12 års fængsel.

### Afskåret fra prøveløsladelse
Den 1. juli 2017 blev det indført, at personer dømt efter bandeparagraffen er afskåret fra prøveløsladelse, medmindre de har gennemført et EXIT-program. 

### Udelukket fra erhvervelse af dansk indfødsret
Ved indfødsretsaftalen af 29. juni 2018 blev det bestemt, at udlændinge der er dømt efter bandeparagraffen, aldrig skal kunne opnå dansk indfødsret på et lovforslag i Folketinget, hvilket er fastsat i cirkulæreskrivelsen om naturalisations afsnit om strafbare forhold, jf. § 19, stk. 3.

### Mulighed for frakendelse af dansk indfødsret
Siden den 1. juli 2021 er det muligt at blive frakendt sin danske indfødsret, hvis man dømmes efter bandeparagraffen og ikke derved bliver statsløs, jf. indfødsretslovens § 8 b, stk. 1.